# Октябрьский (Уйский район)
Октя́брьский — посёлок в Уйском районе Челябинской области России. Входит в состав Уйского сельского поселения.

## История
Согласно Закону Челябинской области от 17 сентября 2004 года № 278-ЗО «О статусе и границах Уйского муниципального района и сельских поселений в его составе» Октябрьский входит в состав Уйского сельского поселения.

## География
Стоит на малом притоке реки Сухая Каромза.

## Население
| 2002 | 2010 |
| ---- | ---- |
| 590  | ↘475 |

## Инфраструктура
Развитое сельское хозяйство. Личное подсобное хозяйство.

## Транспорт
стоит на автодороге «Уйское — Выдрино» (идентификационный номер 74 ОП РЗ 75К-268) длиной 14,942 км..